# Haflinger Galopprennen
Das  Haflinger Galopprennen ist ein traditionelles Pferderennen für Haflinger auf dem Pferderennplatz Meran.

## Geschichte und Brauchtum
Das traditionelle Galopprennen findet seit 1896 statt.  Es findet jährlich am Ostermontag satt und leitet die Rennsaison auf der Pferderennbahn ein. Die Veranstaltung beginnt vormittags am Ostermontag mit einem festlichen Umzug durch die Meraner Altstadt. Tausende Zuschauer entlang der Straßen verfolgen den Umzug. Pferde und Reiter ziehen in den Trachten der Heimatgemeinden mit Festwägen, Musikkapellen und Brauchtumsgruppen bis zum Pferderennplatz Meran im Stadtteil Untermais. Am Nachmittags wird das Galopprennen ausgetragen. Das Rennen hat die Distanz von 1.600 Metern. Fast 100 Stuten aus allen Landesteilen messen sich bei dem Rennen. Die Veranstaltung verbindet Sport und Folklore.

## Reiter
Voraussetzungen zur Teilnahme ist ein Mindestalter von 12 Jahren, eine Rennlizenz der Associazione Sportiva Dilettantistica, ein Mindestgewicht von 55 kg und ein sportärztliches Zeugnis. Zur verpflichtenden Ausrüstung gehört ein Reithelm und ein Reitkorsett als Wirbelsäulenschutz.

## Rennen
Die Rennen sind nach Altersklassen eingeteilt. Die 5-jährigen und älteren Stuten ermittelt über die Distanz von 1.600 Metern gestartet mit den jeweils die Erstplatzierten dien Finalisten für den Einzug in den großen Endlauf, der zum Abschluss des Renntages angesetzt ist. Weitere Rennen gibt es für die vierjährigen Stuten und für die dreijährigen Jungpferde.